# 职业格斗联盟
职业格斗联盟（Professional Fighters League；PFL）是一个美国综合格斗联盟，由风险投资人唐·戴维斯等于2017年创立。它是综合格斗界第一个联赛型组织，首届比赛于2018年6月7日在纽约麦迪逊广场花园的Hulu剧院举行。

## 历史
其前身为2012年成立的格斗世界大赛（World Series of Fighting；WSOF）。2017年，MMAX投资合伙人（MMAX Investment Partners）收购了WSOF，宣布将其重组为职业格斗联盟 ，2018年开启第一个赛季。其首个赛季引入了联赛模式，这在MMA界属于首创。

## 规则
PFL的比赛在名为“SmartCage”的十角笼中进行，遵守综合格斗统一规则，但禁止所有肘击。
PFL选手在整个赛季中需要争夺积分。每个常规赛季选手都会进行两三轮比赛，胜利、终结对手都可得分，超重会扣分。
常规赛结束后排名靠前的选手晋级季后赛。